# Bombardiranje Borodjanke
Ruske oružane snage bombardirale su grad Borodjanku tijekom ruske invazije na Ukrajinu 2022.
Volodimir Zelenski izvijestio je o razaranju grada 7. travnja 2022., tjedan dana nakon što je otkriven masakr u Buči. Prema podatcima Ukrajinske državne službe za hitne slučajeve do 17. travnja pronađeno je 41 ubijenih.

## Ruski napadi
Borodjanka, miran grad s jednom ulicom nedaleko od Kijeva, imala je 13 000 stanovnika prije ruske invazije na Ukrajinu 2022.
Dok su se ruske snage borile u blizini Kijeva, Borodjanka, koja se nalazi na strateški važnoj cesti, bila je meta brojnih ruskih zračnih napada. Prema riječima glavne tužiteljice Ukrajine Iryne Venediktove ruski vojnici koristili su za uništavanje zgrada kazetne bombe i višecijevne bacače “Tornado” te “Uragan”, koje su ispaljivali noću, kada bi maksimalan broj ljudi bio kod kuće. Većina zgrada u gradu je uništena, uključujući gotovo cijelu glavnu ulicu grada.
Ruske bombe pogodile su središta zgrada i uzrokovale njihovo rušenje dok su okviri ostali stajati. Ministar obrane Ukrajine Oleksij Reznikov rekao je da su mnogi stanovnici živi pokopani zračnim napadima i ležali na samrti do tjedan dana. Također je nadodao kako su ruski vojnici pucali na unesrećene koji su im pristizali i tražili pomoć.
Venediktova je također optužila ruske vojnike za ubojstva, mučenja i premlaćivanja civila.
Neki su se stanovnici skrivali u podrumima 38 dana. Dana 26. ožujka 2022. Rusija se, poražena u Bitci za Kijev, postepeno povlačila iz regije kako bi se koncentrirala na Donbas. Gradonačelnik Borodjanke izjavio je da su ruski vojnici, dok se ruski konvoj kretao kroz grad, pucali kroz svaki otvoreni prozor i postavile mine po cijelom gradu. Procijenio je najmanje 200 mrtvih.
Samo nekoliko stotina stanovnika ostalo je u Borodjanki do trenutka kada su se Rusi povukli, a otprilike 90% stanovnika je pobjeglo, no konačan broj mrtvih pod ruševinama je nepoznat.

## Naknadni razvoj događaja
Novinari iz svjetske novinske agencije Agence France-Presse stigli su u Borodjanku 5. travnja. Makar nisu vidjeli nijedno tijelo, izvijestili su o širokom razaranju i da neke kuće jednostavno više nisu postojale. Broj ljudskih žrtava ostao je nejasan: jedan stanovnik je izvijestio da zna za najmanje pet ubijenih civila, ali su ostali ispod ruševina i kako ih još nitko nije pokušao izvući.
Venediktova je 7. travnja objavila da je u ruševinama dvije uništene zgrade otkriveno prvih 26 tijela žrtava. Naglasila je da je Borodjanka najrazrušeniji grad na tom području i kako je ciljano je samo civilno stanovništvo; nema vojnih lokacija. Predsjednik Volodimir Zelenski naknadno je izjavio da je broj poginulih u Borodjanki znatno veći od onoga u Buči.
Radio postaja Europe 1 izvijestila je da deset dana nakon što su Rusi otišli, vatrogasci još su uvijek radili na izvlačenju tijela iz ruševina kako bi ih dostojanstveno pokopali. Međutim, njihov rad je bio kompliciran zbog opasnosti od urušavanja drugih zgrada. Svaki dan se otkriva sve više tijela žrtava ove tragedije. Lokalne mrtvačnice bile su preplavljene, a tijela su se morala prevoziti 100 kilometara ili dalje.

## Vanjske poveznice
- Grad Borodjanka gotovo potpuno uništen u ruskom bombardovanju na YouTubeu